# Yuty (cratera)

Yuty é uma cratera em Marte localizada em Chryse Planitia. A cratera possui um diâmetro de aproximadamente 20 km, e é cercada por complexos lóbulos de ejecta, que são uma característica distintiva das crateras de impacto marcianas. Muitas crateras ao longo do equador ou latitudes médias em Marte possuem esse tipo de morfologia de ejecta, o qual se acredita originar quando um objeto impactante derrete a água na superfície. Água líquida no material ejetado forma uma lama barrenta que flui ao longo da superfície, produzindo as formas lobulares características. A presença de uma cratera preexistente, parcialmente soterrada na borda sudoeste evidencia a fina espessura do ejecta.
Yuty se localiza na região geral do local de aterrissagem da Viking 1. Essa região foi bem fotografada pelos orbitadores Viking nos anos 70, e como consequencia sua imagem aparece em vários livros como um arquétipo da morfologia de uma cratera marciana.
O padrão lobular distinto do ejecta de crateras como a Yuty deu origem a uma terminologia confusa entre os pesquisadores do planeta Marte. Às vezes chamadas “splosh craters,” crateras semelhantes à cratera Yuty foram também chamadas crateras "flor" ou "pétala" ou crateras de ejecta fluido. Em uma usagem mais comum essas crateras são chamadas crateras rampart pois os lóbulos de ejecta terminam em tergos curvados ou plataformas (rampart). Em uma terminologia mais comum nos dias de hoje, Yuty é descrita como uma cratera rampart de múltiplas camadas (multiple-layer ejecta rampart crater) pois seu ejecta se deposita em uma série de três ou mais crateras discretas. A presença de múltiplas camadas de ejecta pode refletir um impacto sobre múltiplas camadas de gelo ou uma camada abaixo da superfície saturada de água líquida. O processo exato permanece controverso. 
Yuty é uma cratera complexa, que é o oposto de uma cratera simples em forma de bacia. Crateras complexas se distinguem pela presença de um complexo de picos centrais e um terraceamento ao longo da parede interna. Em Marte, a morfologia de crateras complexas começa a aparecer em crateras de diâmetro entre 5 e 8 km. O tamanho do pico central em Yuty é maior do que o de picos em crateras de mesmo porte em outros planetas. Isso parece ser típico de crateras complexas em Marte e, tal como em padrões de ejecta lobular, podem ser ocasionadas por condições geológicas abaixo da superfície que são únicas de Marte.